# Eloi Badia i Casas
Eloi Badia i Casas (Barcelona, 29 de març de 1983) és un polític català, militant de Barcelona en Comú i regidor de l'Ajuntament de Barcelona des de 2015, formant part de la Comissió de Govern del districte de Gràcia com a Regidor de Districte. Va substituir Raimundo Viejo Viñas quan aquest va ser escollit diputat per Barcelona per a la XI legislatura del Congrés dels Diputats. Badia prové de l'activisme mediambiental i va saltar a la política com a número dotze per Barcelona en Comú a les eleccions municipals de 2015.
Actualment ostenta diferents càrrecs com el de vicepresident de Medi Ambient d'AMB, conseller a Serveis Funeraris, Societat Municipal de Gestió Urbanística, president de Cementiris de Barcelona i de Barcelona Cicle de l'Aigua.

## Trajectòria
Badia és un dels principals artífexs de la creació de Barcelona Energia, l'empresa de titularitat pública que opera com a comercialitzadora d'energia en àmbit metropolità des del gener del 2019. Fou una de les mesures durant el seu mandat com a vicepresident de Medi Ambient d'AMB. Barcelona Energia és la primera empresa pública a oferir electricitat a preu de mercat i de procedència renovable. A més, és una de les primeres comercialitzadores a operar com a representant entre petits productors d'electricitat en el mercat elèctric, possibilitant així que particulars de Barcelona puguin vendre l'energia sobrant generada per ells mateixos (a través de plaques solars instal·lades en els terrats, per exemple).
Com a responsable polític del servei d'aigua a Barcelona, ha estat la figura que més ha lluitat per una municipalització de l'aigua. Després de presentar diversos informes on s'apuntàven diverses irregularitats per part d'Aigües de Barcelona, l'empresa publicoprivada encarregada del subministrament de l'aigua a Barcelona, va donar suport a una consulta de l'Ajuntament de Barcelona, proposada per organitzacions civils, que preguntés a la ciutadania de Barcelona si estava a favor de la remunicipalització de l'aigua. La negativa d'alguns partits de l'oposició va impedir la celebració d'aquesta consulta.
Com a conseller de Serveis Funeraris, Badia va apostar per l'abaratiment de les tarifes actuals i per la creació d'una funerària de gestió pública. Tot i que no va poder aconseguir la creació d'una empresa funerària pública per culpa dels vots en contra de l'oposició, el març del 2018 va ordenar les tarifes de Serveis Funeraris de Barcelona i va aconseguir oferir un servei a un preu mínim de 1.800 € (abans, el servei més barat costava 4.200 €).
Badia és un dels defensors de reduir el turisme a la ciutat així com el seu impacte econòmic. El regidor impulsa un pla dotat amb 25 milions d'euros per reformar el Park Güell fins al 2022 amb l'objectiu de reduir la massificació turística al mateix. En aquest sentit va expressar la voluntat de reduir l'exposició del parc a la promoció internacional de la ciutat i la necessitat de monitorar de forma més exhaustiva el perfil dels visitants.
La gestió dels Serveis Funeraris de la ciutat per part de Badia és qüestionada després de l'ensorrament de 144 nínxols, ocorregut suposadament per treballs realitzats de forma inadequada. Les famílies afectades han denunciat que l'empresa municipal dirigida per Badia va vetar l'accés als seus advocats després de conèixer-se que amb l'enfonsament es van barrejar les restes de diferents difunts.
Després que la Síndica de Barcelona instés l'Ajuntament a indemnitzar les famílies afectades, l'equip de Colau va oferir entre 1.600 i 6.000 euros per nínxol.

## Polèmiques
Durant els disturbis al barri de Gràcia de 2015, Badia va ser un dels protagonistes en ser també regidor del districte i haver estat acusat de "desaparèixer" durant els dies de més conflictivitat. L'alcaldessa de la ciutat Ada Colau finalment va haver de liderar les negociacions per posar fi a les crítiques rebudes per la gestió del regidor.
Entitats vinculades a Badia també han estat acusades de ser afavorides per l'Ajuntament de Barcelona mitjançant subvencions, com és el cas de l'associació Enginyeria Sense Fronteres.